# Suzanne Raes
Pour les articles homonymes, voir Raes.
 (octobre 2018).
Suzanne Raes, née le 12 janvier 1969 aux Pays-Bas, est une réalisatrice, productrice, scénariste et écrivaine néerlandaise.

## Filmographie

### Comme réalisatrice et scénariste
- 2007 : The Houses of Hristina
- 2009 : The Rainbow Warriors Of Waiheke Island[2]
- 2010 : Stand by Me en : co-réalisé avec Monique Lesterhuis
- 2011 : Hold on Tight - De Dijk
- 2012 : The Successor of Kakiemon[3]
- 2015 : Boudewijn de Groot - Come Closer
- 2015 : Quid pro Quo' : co-réalisé avec Monique Lesterhuis
- 2017 : 0,03 Seconde[4]
- 20019 : Ganz: How I Lost My Beetle
- 2020 : Hart van de democratie
- 2020 : Jochem Myjer: Nog eentje dan
- 2021 : Hier zijn wij
- 2022 : Two Men
- 2023 : Close to Vermeer
- 2023 : The Mystery of MS
- 2024 : Where Dragons Live

### Comme productrice
- 2015 : Need for Meat de Marijn Frank
- 2017 : A Butcher's Heart de Marijn Frank
- 2022 : Overgave de Marijn Frank

## Publications
- 2007 : Erfgenaam van Elsschot